# Reprezentacja Meksyku w koszykówce mężczyzn
Reprezentacja Meksyku w koszykówce mężczyzn – drużyna, która reprezentuje Meksyk w koszykówce mężczyzn. Za jej funkcjonowanie odpowiedzialny jest Meksykański Związek Koszykówki (Asociación Deportiva Mexicana de Baloncesto). W 1936 roku reprezentacja zdobyła brązowy medal na Igrzyskach Olimpijskich. W 2013 roku triumfowała w Mistrzostwach Ameryki.